# Öjemossarnas naturreservat
Öjemossarnas naturreservat är ett naturreservat på Hunneberg i Västra Tunhems socken i Vänersborgs kommun i Västergötland. Arealen är 383 hektar, varav 304 i Vänersborgs kommun och 79 i Grästorps kommun. Reservatet bildades 1982 i både Grästorps och Vänersborgs kommuner. Det gränsar i öster till motsvarande naturreservat i Flo socken i Grästorps kommun; Öjemossarnas naturreservat (del i Grästorps kommun).
Området består av stora mosseytor med fastmarksholmar och hällar. Här finns några av Västsveriges äldsta bestånd av tall och gran, som uppnått mycket hög ålder eftersom inget skogsbruk bedrivits i området.
Området är även ett Natura 2000-område.

## Djurliv
Det ostörda läget gör att älg och kronhjort ofta finns i området. De många grova träden gör att flera fågelarter trivs, bland andra enkelbeckasin, fiskgjuse, orre, rödstjärt, sparvuggla, sångsvan och trana.

## Järnvägen
I samband med torvbrytning och skogsbruk på Hunneberg anlades en järnväg för att transportera torv och timmer till Lilleskog. Rester av två banvallar från denna finns över mossen.